# (217510) Dewaldroode
(217510) Dewaldroode est un astéroïde de la ceinture principale.

## Description
(217510) Dewaldroode est un astéroïde de la ceinture principale. Il fut découvert le 1er octobre 2006 à Apache Point par Andrew C. Becker. Il présente une orbite caractérisée par un demi-grand axe de 2,45 UA, une excentricité de 0,15 et une inclinaison de 12,7° par rapport à l'écliptique.